# Valerij Losev
Valerij Losev, född 28 februari 1956 i Tasj-Kumyr, är en före detta sovjetisk volleybollspelare.
Losev blev olympisk silvermedaljör i volleyboll vid sommarspelen 1988 i Seoul.